# Trại Họp bạn Hướng đạo Thế giới lần thứ 6
Trại Họp bạn Hướng đạo Thế giới lần thứ 6 (6th World Scout Jamboree) được Pháp tổ chức năm 1947 ở Moisson.
Theo sau sự tàn phá của Chiến tranh thế giới thứ hai, sự kiện này được đáng được đặt tên là "Trại Họp bạn Hòa Bình" (Jamboree of Peace).
Nó chứng tỏ rằng cho dù qua những năm tháng chiến tranh, phong trào Hướng đạo vẫn mạnh và phát triển.
Sự kiện này là Trại Họp bạn Thế giới đầu tiên được tổ chức sau khi Robert Baden-Powell mất năm 1941.